# Désert de la vallée de l'Indus
Pour les articles homonymes, voir Indus (homonymie).
Localisation
Le désert de la vallée de l'Indus est une écorégion terrestre définie par le Fonds mondial pour la nature (WWF), qui appartient au biome des déserts et brousses xériques de l'écozone indomalaise. Il s'étend entre la partie supérieure du bassin de l'Indus et la rivière Chenab au Pakistan.